# خليل الرويسي
خليل الرويسي مواليد 21 أبريل 1965 بمدينة خريبكة، هو حكم كرة قدم مغربي سابق، تقاعد عن مهنة التحكيم سنة 2010.